# Typosyllis
Typosyllis är ett släkte av ringmaskar. Typosyllis ingår i familjen Syllidae.

## Dottertaxa tillTyposyllis, i alfabetisk ordning[1]
- Typosyllis aciculata
- Typosyllis aciculigrossa
- Typosyllis adamanteus
- Typosyllis albanyensis
- Typosyllis annularis
- Typosyllis anoculata
- Typosyllis anops
- Typosyllis antarctica
- Typosyllis attenuata
- Typosyllis augeneri
- Typosyllis bella
- Typosyllis benaris
- Typosyllis beneliahuae
- Typosyllis benguellana
- Typosyllis bifida
- Typosyllis bifurcata
- Typosyllis botosaneanui
- Typosyllis broomensis
- Typosyllis busseltonensis
- Typosyllis cerina
- Typosyllis cervantensis
- Typosyllis complanata
- Typosyllis curticirris
- Typosyllis dayi
- Typosyllis dentata
- Typosyllis dichatoensis
- Typosyllis diplomorpha
- Typosyllis edensis
- Typosyllis ehlersioides
- Typosyllis ehlersoides
- Typosyllis erikae
- Typosyllis eulitoralis
- Typosyllis farallonensis
- Typosyllis filidentata
- Typosyllis flaccida
- Typosyllis fuscosuturata
- Typosyllis geelongensis
- Typosyllis gerhardi
- Typosyllis glarearia
- Typosyllis grandigularis
- Typosyllis guildertonensis
- Typosyllis harti
- Typosyllis heronislandensis
- Typosyllis heterochaeta
- Typosyllis heterocirra
- Typosyllis heterosetosa
- Typosyllis horrocksensis
- Typosyllis hyllebergi
- Typosyllis hyperioni
- Typosyllis japonica
- Typosyllis kerguelensis
- Typosyllis lincolnensis
- Typosyllis longisetosa
- Typosyllis lucida
- Typosyllis lunaris
- Typosyllis luteoides
- Typosyllis macrodentata
- Typosyllis macropectinans
- Typosyllis maculata
- Typosyllis magdalena
- Typosyllis magnapalpa
- Typosyllis magnipectinis
- Typosyllis maryae
- Typosyllis mauretanica
- Typosyllis mexicana
- Typosyllis microoculata
- Typosyllis monilata
- Typosyllis neglecta
- Typosyllis nigrescens
- Typosyllis nigropharyngea
- Typosyllis nigropunctata
- Typosyllis nipponica
- Typosyllis okadai
- Typosyllis ornata
- Typosyllis pallida
- Typosyllis papillosus
- Typosyllis parateinopterona
- Typosyllis patriciae
- Typosyllis pennelli
- Typosyllis pharobroomensis
- Typosyllis pharynxcircumfusata
- Typosyllis pigmentata
- Typosyllis prolixa
- Typosyllis pseudoheterosetosa
- Typosyllis pulchra
- Typosyllis punctulata
- Typosyllis raygeorgei
- Typosyllis regulata
- Typosyllis remanei
- Typosyllis riojai
- Typosyllis riseri
- Typosyllis rockinghamensis
- Typosyllis salina
- Typosyllis setoensis
- Typosyllis silkeae
- Typosyllis stellaepolaris
- Typosyllis stewarti
- Typosyllis striata
- Typosyllis subantennata
- Typosyllis subterranea
- Typosyllis taiwanensis
- Typosyllis taltalensis
- Typosyllis tegulum
- Typosyllis tigrinoides
- Typosyllis typica
- Typosyllis valida
- Typosyllis warrnamboolensis
- Typosyllis verruculosa
- Typosyllis violacea
- Typosyllis yallingupensis